# Tuyết tùng Atlas
Cedrus atlantica là một loài thực vật hạt trần trong họ Thông. Loài này được (Endl.) Manetti ex Carrière miêu tả khoa học đầu tiên năm 1855.
Đây là loài bản địa của núi Atlas thuộc Algérie (Tell Atlas, Saharan Atlas) và Morocco (ở Rif và Middle Atlas, và địa phương ở High Atlas). Phần lớn các tài liệu mới xếp nó là một loài riêng biệt Cedrus atlantica, nhưng một vài nguồn xem nó là phân loài của Cedrus libani (C. libani subsp. atlantica).